# Marcin Wyrostek & Coloriage
Marcin Wyrostek & Coloriage – drugi album polskiego akordeonisty Marcina Wyrostka, wydany 15 listopada 2011 roku nakładem wytwórni płytowej Kayax. Album zawiera 10 instrumentalnych kompozycji muzyka, wykonanych wraz z zespołem Coloriage.
Album dotarł do 7. miejsca listy OLiS i uzyskał certyfikat podwójnie platynowej płyty.

## Lista utworów
Opracowano na podstawie materiału źródłowego.
1. „Coloriage” – 4:04
2. „Viaggio” – 4:36
3. „Besame Mucho” – 5:16
4. „Tango for Alice” – 3:02
5. „Qwerty” – 5:43
6. „Jovano, Jovanke” (wraz z Kayah) – 6:23
7. „ESP” – 3:11
8. „Gankino Horo” – 8:21
9. „Children of Sanchez” – 4:59
10. „Libertango” (wraz z Danielem Popiałkiewiczem i Agnieszką Haase) – 6:19